# Alamut
Alamut (en persa: قلعه الموت‎) fue una de las principales fortalezas utilizadas en la Edad Media por la secta ismailí de los nizaríes. Dominaba un valle en el macizo montañoso de Elburz a una altitud de 2163 m, al sur del mar Caspio y en el norte del actual Irán, cerca de la ciudad de Qazvin. El significado del nombre es incierto, aunque la hipótesis más extendida es que etimológicamente significa "Nido de águilas".

## Historia
La fortaleza fue tomada en 1090 por los ismailíes dirigidos por el mítico Viejo de la Montaña (Hasan-i Sabbah). Tras un conflicto con el centro de poder ismailí, el califato Fatimí de El Cairo, los ismailíes de Irán se escinden y serán llamados desde entonces nizaríes. Sus enemigos los llamarán despectivamente hashashin, literalmente Seguidores del Hachís, palabra que ha pasado al castellano como asesino, y ello porque desde Alamut y otras fortificaciones los nizaríes se destacaron por la práctica del homicidio político, hasta el punto de que a pesar de su escaso número aterrorizaron durante siglos a los gobernantes de Irán y Siria.
Alamut fue un nodo de la compacta red de fortalezas nizaríes, que por su inexpugnabilidad conformaron un auténtico estado descentralizado e independiente dentro de un territorio fundamentalmente suní.
En 1256, sin embargo, las tropas mongolas marchan sobre Irán dirigidas por Hulagu Jan, y las precede su fama de invencibilidad y crueldad. Alamut se rindió sin presentar combate y fue arrasada hasta los cimientos por el ejército invasor para impedir su uso por otros posibles oponentes.
Marco Polo (1254-1324), en su libro Los viajes de Marco Polo, afirmó haber visitado Alamut y conocer al Viejo de la Montaña, lo que es poco probable ya que en la fecha que indica, la fortaleza había dejado de existir hacía varias décadas. El viajero veneciano introdujo en Europa la leyenda que ha dado fama a Alamut: la de que poseía unos jardines ocultos que imitaban el paraíso. Para fanatizar a los futuros asesinos de la secta, se les drogaba con hachís y se les hacía despertar en el jardín, donde gozaban del paraíso durante unas horas. Cuando volvían a despertar estaban en el castillo y se les decía que sólo volverían al escenario idílico y feliz que habían tenido ocasión de ver si morían en combate contra el enemigo. Esto explicaría la fiereza y el arrojo de los nizaríes en sus acciones terroristas, aun sabiendo que lo más probable es que no salieran vivos de ellas. Esta leyenda no está apoyada por ninguna evidencia histórica.

## En la cultura popular
- La novela Alamut (1938) es la más reconocida del escritor esloveno Vladimir Bartol y posiblemente la más conocida sobre este tema. El relato está basado en la leyenda, y tiene como trasfondo un análisis de la manipulación de las conciencias en los regímenes totalitarios.

- En la novela La espada sarracena de Frank Yerby, también se utiliza Alamut y la secta que en ella se cobijaba para uno de los episodios.

- En la novela Samarcanda de Amin Maalouf, escritor y periodista libanés, se cuenta la conquista de la fortaleza de Alamut por Hassan-i Sabbah, ocurrida a finales del siglo XI, donde fundó la secta de los asesinos (aunque el autor pone en duda en esta novela la relación de los seguidores de Hassan ibn Sabbah con el hachís), y consiguió que durante ciento sesenta y seis años fuera la sede de la secta más temible de la historia, hasta que fue conquistada y destruida por los mongoles.

- Durante una entrevista realizada por IGN, el 28 de septiembre de 2006 con la productora Jade Raymond, se supo que los desarrolladores de Ubisoft se habían basado en la novela Alamut para crear la primera parte de la saga de videojuegos Assassin's Creed.

- En uno de los videojuegos de Assassin's Creed, Assassin's Creed Mirage Alamut es la base principal de los asesinos

- En la película Príncipe de Persia: Las arenas del tiempo de 2010, Alamut es la ciudad sagrada donde se guarda la mágica Daga del Tiempo.

- En las novelas de historia-ficción de la saga de Peter Berling, pentalogía de Los Hijos del Grial, se hacen frecuentes referencias a Alamut como sede del imam de los Asesinos, en particular en la tercera de la serie (La Corona del Mundo) donde los protagonistas son retenidos en dicha fortaleza.

- En el juego de rol Vampiro: la mascarada, Alamut es la fortaleza de uno de los 13 clanes vampíricos, el Assamita, un clan temido por todos los demás que se mantiene independiente y es originario de oriente medio y cuyo verdadero propósito es juzgar a los otros vampiros acorde a las leyes que impuso su fundador para la raza vampírica respecto a los humanos y a sí mismos. Se divide en 3 castas: guerreros (o asesinos), hechiceros y visires (que pueden ser políticos o intelectuales). El Viejo de la Montaña que ejerce como líder del clan reside aquí y la mayoría de los miembros del clan se entrenan en la ciudad durante años o la visitan a menudo. La localización de Alamut era un secreto hasta que su ubicación fue descubierta por el clan de los Nosferatu durante la guerra que los Assamitas mantuvieron con una secta de vampiros llamada "La Camarilla".

## Galería

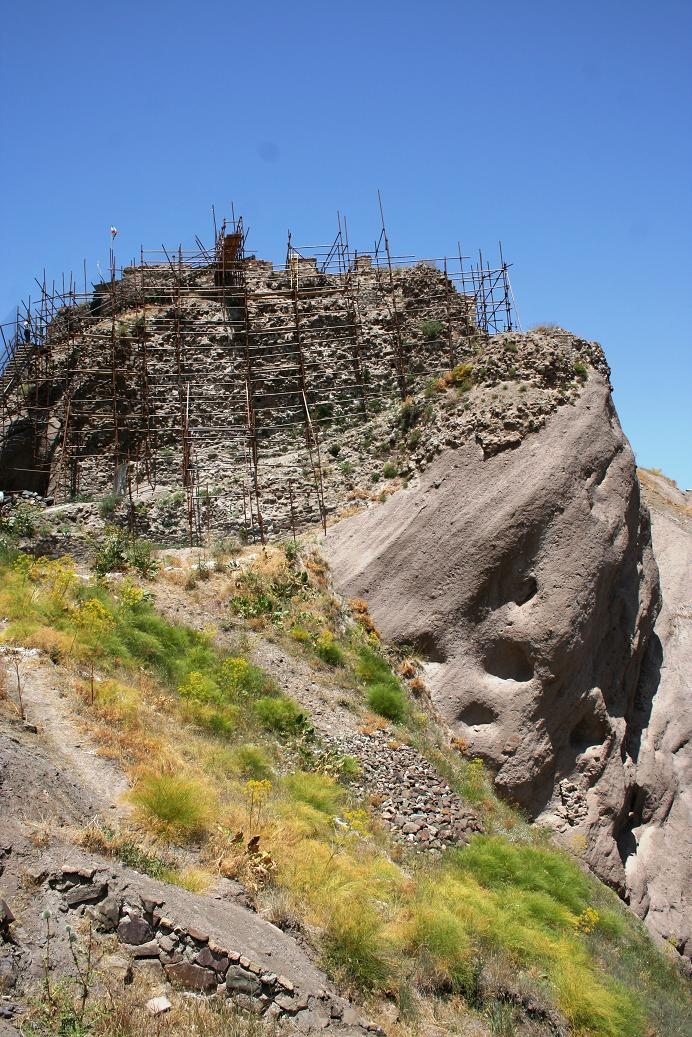
Ruinas
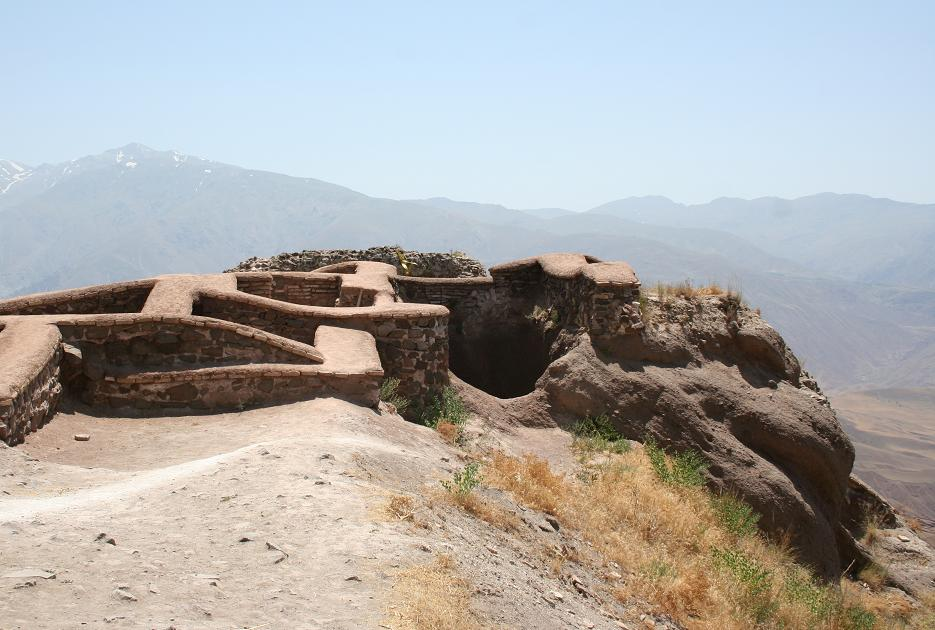
Ruinas de la fortaleza de Alamut
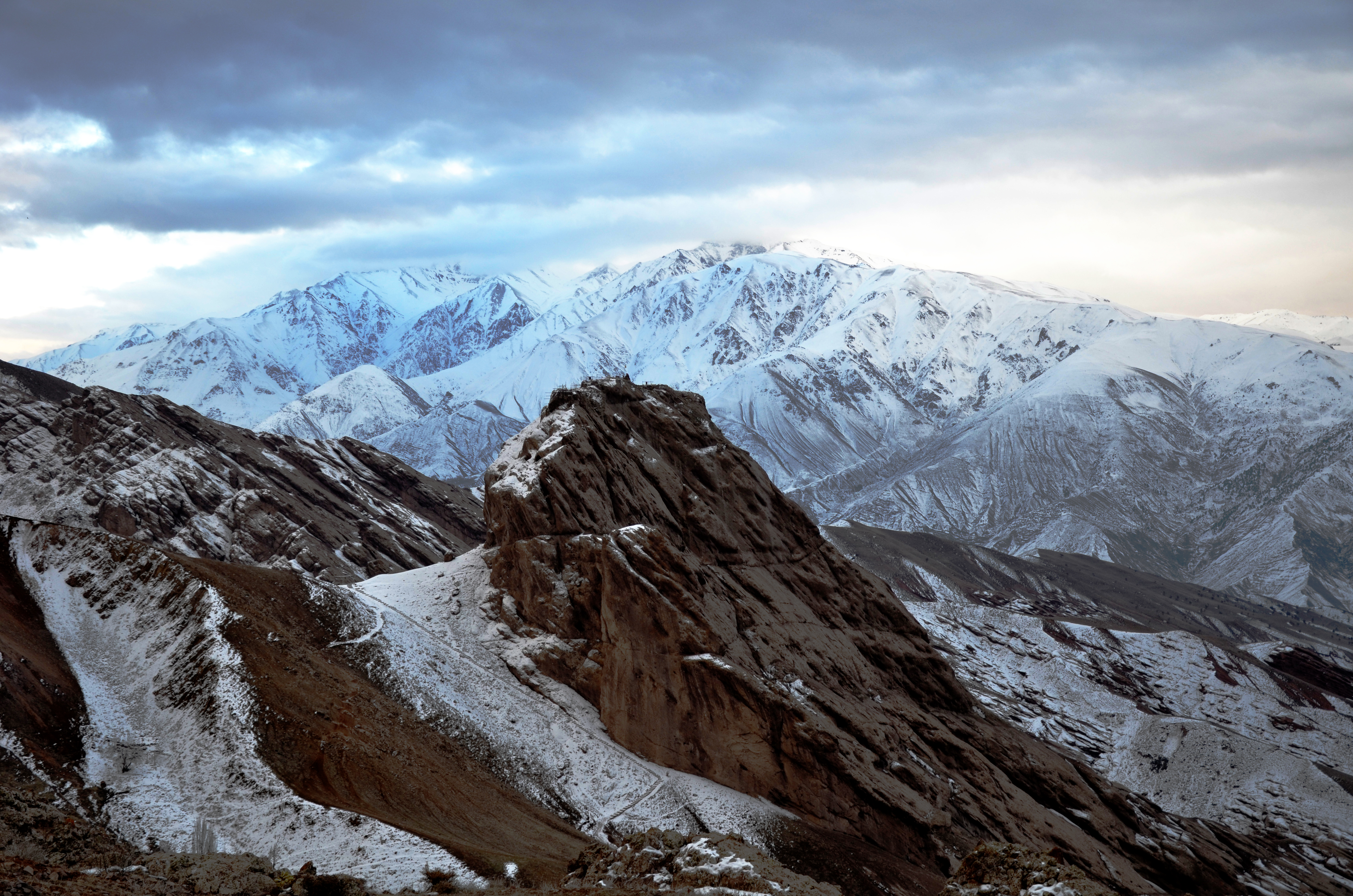
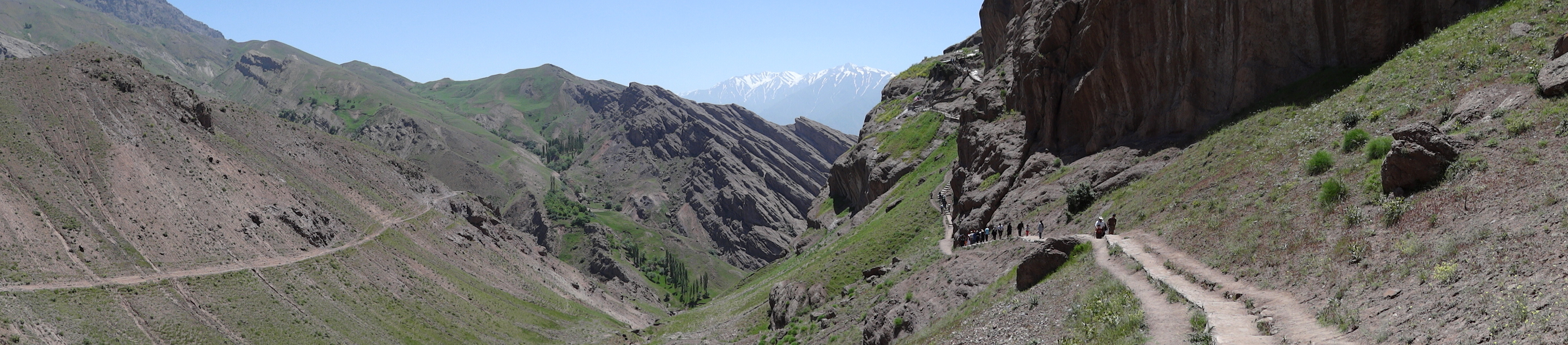
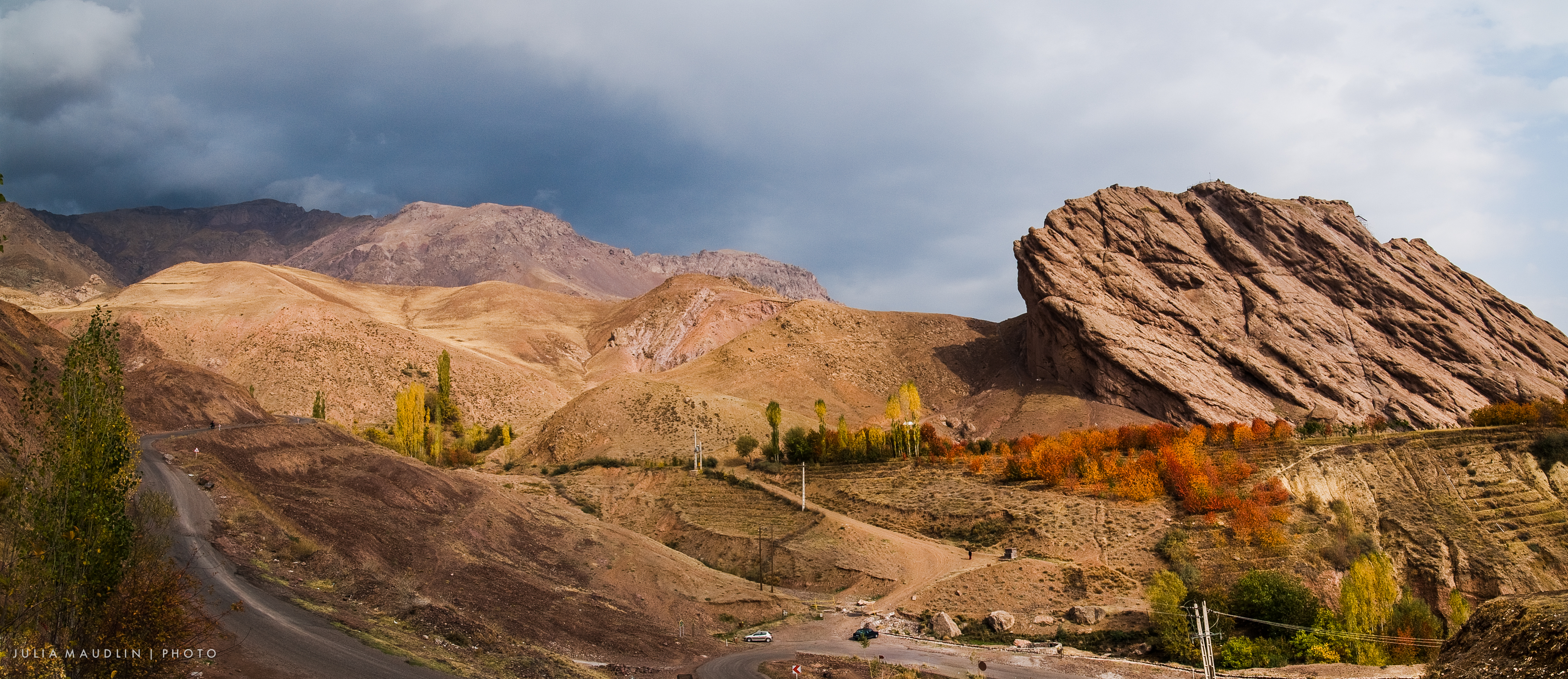
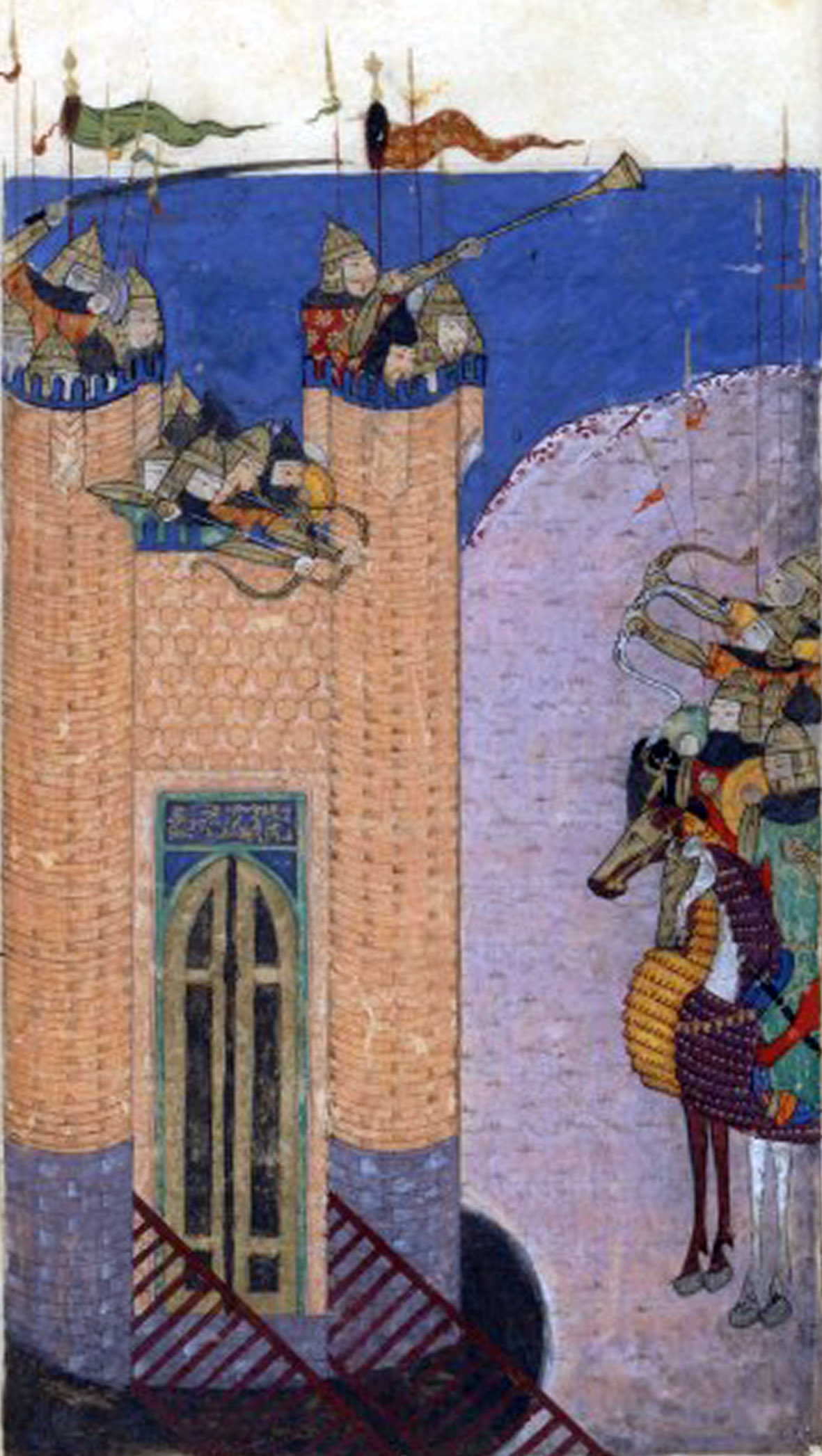
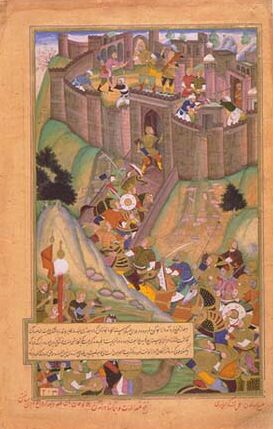
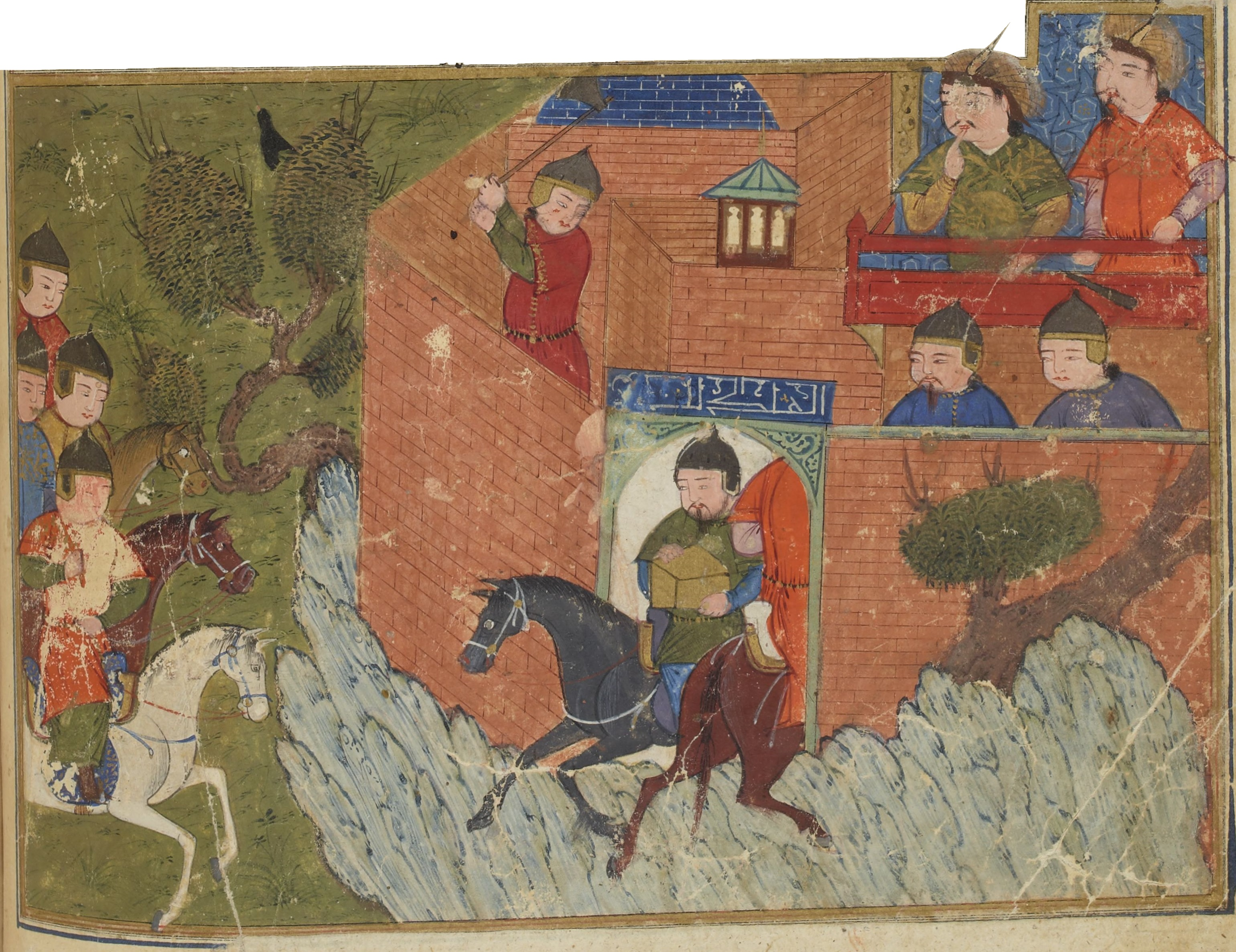
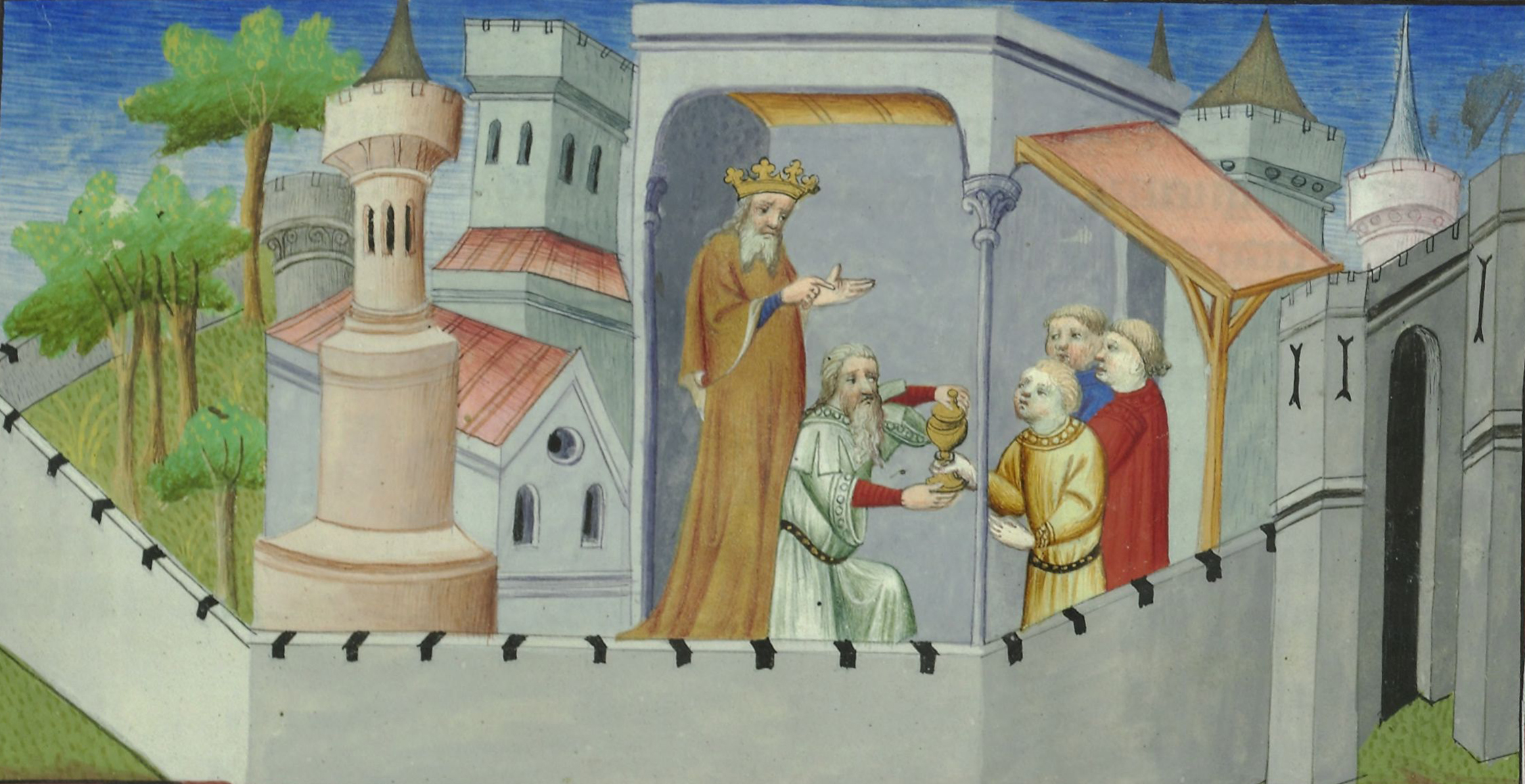
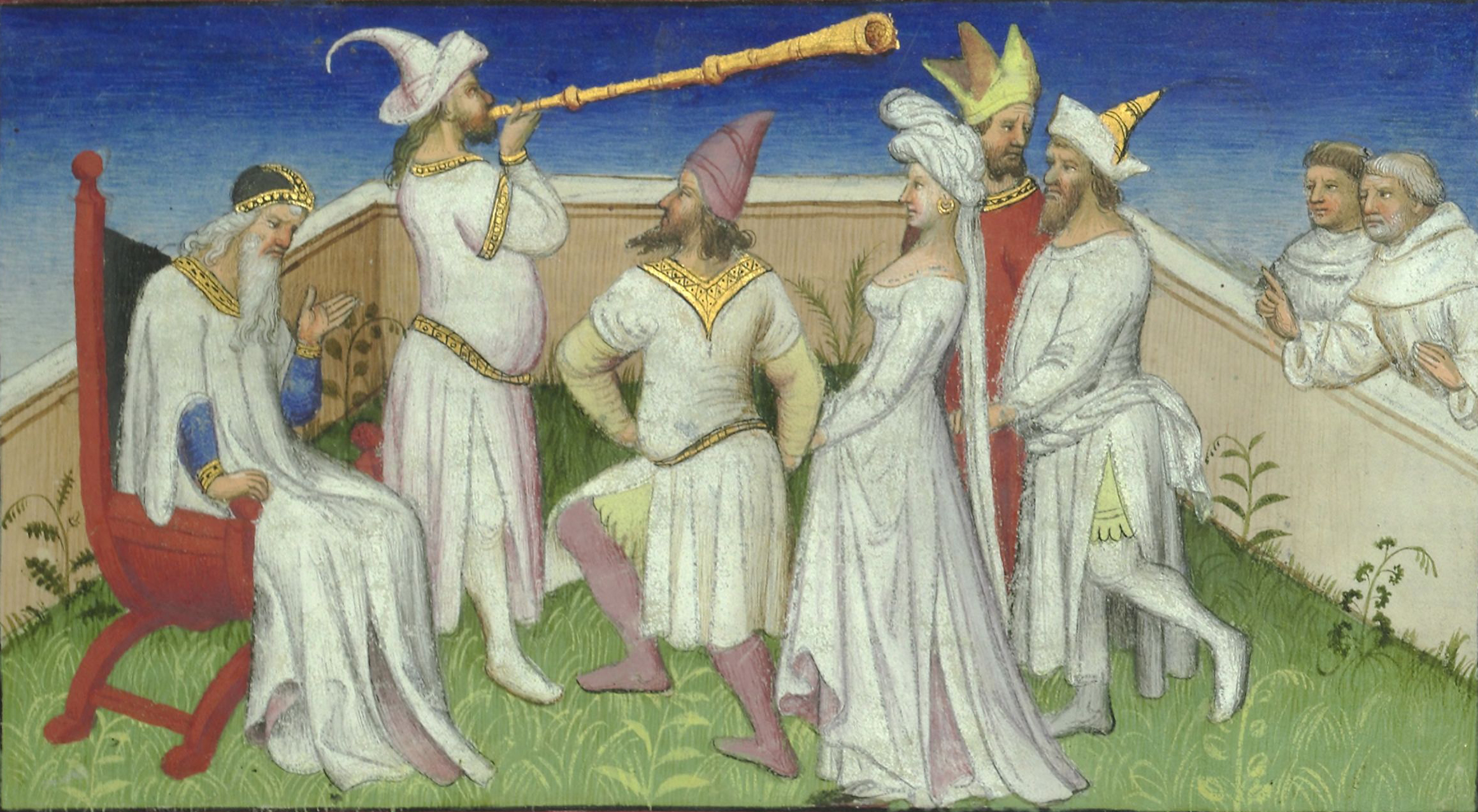
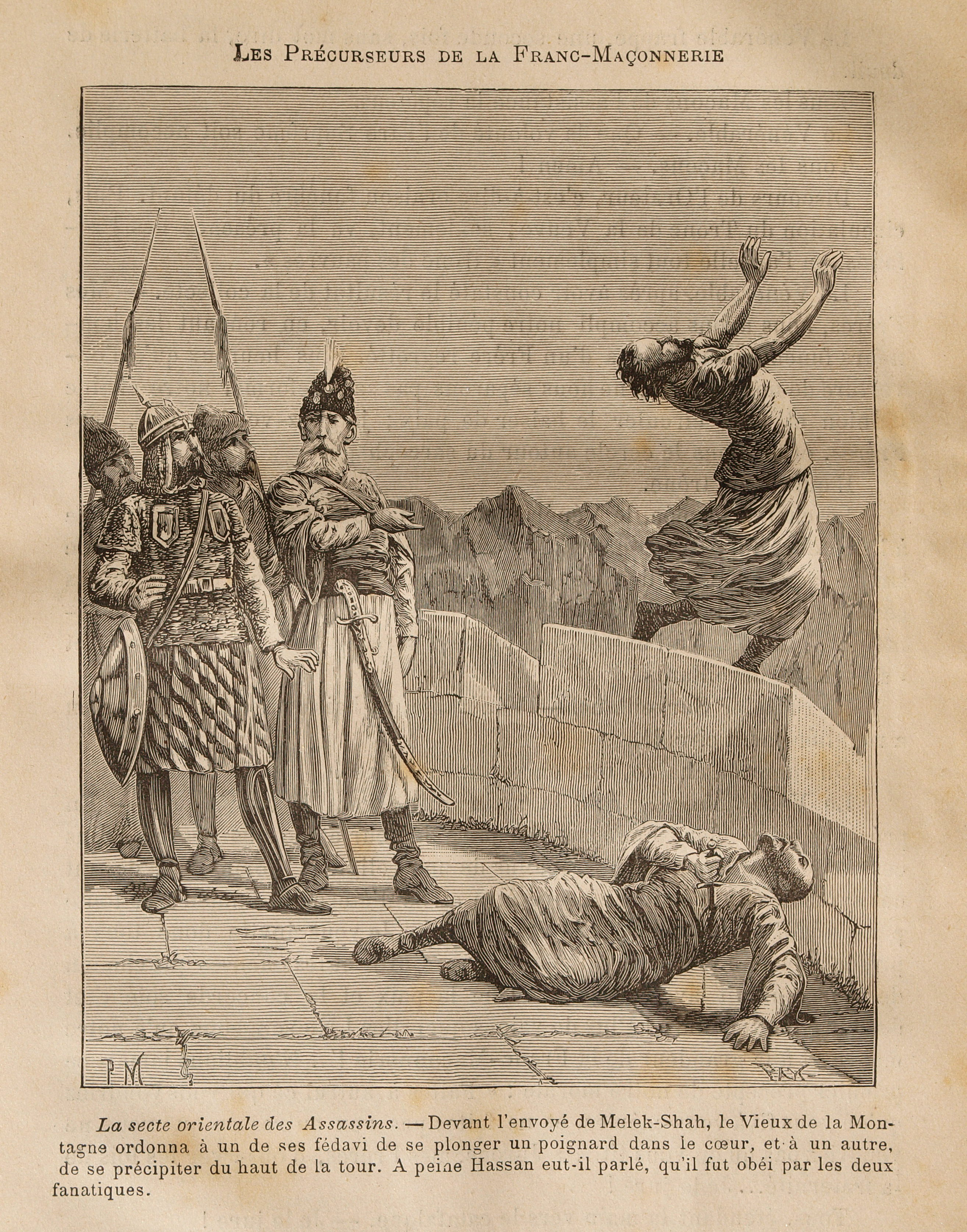
Escena de leyenda en la fortaleza de Alamut, donde Hassan-i Sabbah pide a sus fieles de suicidarse, dibujo de Pierre Méjanel